# Amerikaanse gouverneursverkiezingen 2022
De Amerikaanse gouverneursverkiezingen 2022 werden gehouden op dinsdag 8 november 2022 in de Verenigde Staten. Hierbij kozen 36 Amerikaanse staten en drie eilandgebieden een nieuwe gouverneur.
Deze verkiezingen werden tegelijk gehouden met de Amerikaanse congresverkiezingen voor de Amerikaanse Senaat en het Huis van Afgevaardigden. Ook vonden in sommige staten lokale verkiezingen plaats.

## Achtergrond
- In 26 van de 36 staten waar de verkiezingen plaatsvonden, was de zittende gouverneur herkiesbaar. 25 van hen werden herkozen.
- In acht staten was de zittende gouverneur niet herkiesbaar. In Massachusetts mocht gouverneur Charlie Baker zich wel herkiesbaar stellen, maar besloot hij vrijwillig om dit niet te doen en terug te treden. In de zeven overige staten was de wettelijke ambtstermijn van de gouverneur verstreken.
- Sinds de vorige verkiezingen in 2018 kregen twee staten tussentijds een nieuwe gouverneur, nadat de verkozen gouverneur voortijdig opstapte. Het gaat hier om New York en Rhode Island. In deze gevallen werd het gouverneurschap overgedragen aan de luitenant-gouverneur van de betreffende staat. Kathy Hochul (New York) en Dan McKee (Rhode Island) stelden zich verkiesbaar voor een volledige eigen termijn en werden beiden verkozen.
- De gouverneurs van de Amerikaanse Maagdeneilanden, de Noordelijke Marianen en Guam waren alle drie herkiesbaar. Twee van hen werden herkozen.

## Uitslagen

### Staten
| Staat          | Zittende gouverneur    | Partij      | Status                                      | Uitslag belangrijkste kandidaten                                          |
| -------------- | ---------------------- | ----------- | ------------------------------------------- | ------------------------------------------------------------------------- |
| Alabama        | Kay Ivey               | Republikein | herkozen                                    | Kay Ivey (R) - 67,4% Yolanda Flowers (D) - 29,4%                          |
| Alaska         | Mike Dunleavy          | Republikein | herkozen                                    | Mike Dunleavy (R) - 50,3% Les Gara (D) - 24,2% Bill Walker (O) - 20,7%    |
| Arizona        | Doug Ducey             | Republikein | niet herkiesbaar, Democratische overwinning | Katie Hobbs (D) - 50,3% Kari Lake (R) - 49,7%                             |
| Arkansas       | Asa Hutchinson         | Republikein | niet herkiesbaar, Republikeinse overwinning | Sarah Huckabee Sanders (R) - 63% Chris Jones (D) - 35,2%                  |
| Californië     | Gavin Newsom           | Democraat   | herkozen                                    | Gavin Newsom (D) - 59,2% Brian Dahle (R) - 40,8%                          |
| Colorado       | Jared Polis            | Democraat   | herkozen                                    | Jared Polis (D) - 58,5% Heidi Ganahl (R) - 39,2%                          |
| Connecticut    | Ned Lamont             | Democraat   | herkozen                                    | Ned Lamont (D) - 56% Bob Stefanowski (R) - 43%                            |
| Florida        | Ron DeSantis           | Republikein | herkozen                                    | Ron DeSantis (R) - 59,4% Charlie Crist (D) - 40%                          |
| Georgia        | Brian Kemp             | Republikein | herkozen                                    | Brian Kemp (R) - 53,4% Stacey Abrams (D) - 45,9%                          |
| Hawaii         | David Ige              | Democraat   | niet herkiesbaar, Democratische overwinning | Josh Green (D) - 63,2% Duke Aiona (R) - 36,8%                             |
| Idaho          | Brad Little            | Republikein | herkozen                                    | Brad Little (R) - 60,5% Stephen Heidt (D) - 20,3% Ammon Bundy (O) - 17,2% |
| Illinois       | J. B. Pritzker         | Democraat   | herkozen                                    | J. B. Pritzker (D) - 54,6% Darren Bailey (R) - 42,7%                      |
| Iowa           | Kim Reynolds           | Republikein | herkozen                                    | Kim Reynolds (R) - 58,1% Deidre DeJear (D) - 39,5%                        |
| Kansas         | Laura Kelly            | Democraat   | herkozen                                    | Laura Kelly (D) - 49,5% Derek Schmidt (R) - 47,3%                         |
| Maine          | Janet Mills            | Democraat   | herkozen                                    | Janet Mills (D) - 55,7% Paul LePage (R) - 42,4%                           |
| Maryland       | Larry Hogan            | Republikein | niet herkiesbaar, Democratische overwinning | Wes Moore (D) - 64,5% Dan Cox (R) - 32,1%                                 |
| Massachusetts  | Charlie Baker          | Republikein | niet herkiesbaar, Democratische overwinning | Maura Healey (D) - 63,7% Geoff Diehl (R) - 34,6%                          |
| Michigan       | Gretchen Whitmer       | Democraat   | herkozen                                    | Gretchen Whitmer (D) - 54,5% Tudor Dixon (R) - 43,9%                      |
| Minnesota      | Tim Walz               | DFL         | herkozen                                    | Tim Walz (DFL) - 52,3% Scott Jensen (R) - 44,6%                           |
| Nebraska       | Pete Ricketts          | Republikein | niet herkiesbaar, Republikeinse overwinning | Jim Pillen (R) - 59,9% Carol Blood (D) - 36,1%                            |
| Nevada         | Steve Sisolak          | Democraat   | verslagen, Republikeinse overwinning        | Joe Lombardo (R) - 48,8% Steve Sisolak (D) - 47,3%                        |
| New Hampshire  | Chris Sununu           | Republikein | herkozen                                    | Chris Sununu (R) - 57% Tom Sherman (D) - 41,5%                            |
| New Mexico     | Michelle Lujan Grisham | Democraat   | herkozen                                    | Michelle Lujan Grisham (D) - 52% Mark Ronchetti (R) - 45,6%               |
| New York       | Kathy Hochul           | Democraat   | verkozen voor volledige termijn             | Kathy Hochul (D) - 52,4% Lee Zeldin (R) - 46,7%                           |
| Ohio           | Mike DeWine            | Republikein | herkozen                                    | Mike DeWine (R) - 62,8% Nan Whaley (D) - 37,2%                            |
| Oklahoma       | Kevin Stitt            | Republikein | herkozen                                    | Kevin Stitt (R) - 55,4% Joy Hofmeister (D) - 41,8%                        |
| Oregon         | Kate Brown             | Democraat   | niet herkiesbaar, Democratische overwinning | Tina Kotek (D) - 47,1% Christine Drazan (R) - 43,5%                       |
| Pennsylvania   | Tom Wolf               | Democraat   | niet herkiesbaar, Democratische overwinning | Josh Shapiro (D) - 56,5% Doug Mastriano (R) - 41,7%                       |
| Rhode Island   | Dan McKee              | Democraat   | verkozen voor volledige termijn             | Dan McKee (D) - 58,1% Ashley Kalus (R) - 39%                              |
| South Carolina | Henry McMaster         | Republikein | herkozen                                    | Henry McMaster (R) - 58,1% Joe Cunningham (D) - 40,7%                     |
| South Dakota   | Kristi Noem            | Republikein | herkozen                                    | Kristi Noem (R) - 62% Jamie Smith (D) - 35,1%                             |
| Tennessee      | Bill Lee               | Republikein | herkozen                                    | Bill Lee (R) - 64,9% Jason Martin (D) - 32,9%                             |
| Texas          | Greg Abbott            | Republikein | herkozen                                    | Greg Abbott (R) - 54,8% Beto O'Rourke (D) - 43,9%                         |
| Vermont        | Phil Scott             | Republikein | herkozen                                    | Phil Scott (R) - 71,3% Brenda Siegel (D) - 24,1%                          |
| Wisconsin      | Tony Evers             | Democraat   | herkozen                                    | Tony Evers (D) - 51,2% Tim Michels (R) - 47,8%                            |
| Wyoming        | Mark Gordon            | Republikein | herkozen                                    | Mark Gordon (R) - 78,8% Theresa Livingston (D) - 16,8%                    |

### Territoria
| Territorium                 | Zittende gouverneur | Partij      | Status                                     | Uitslag belangrijkste kandidaten |
| --------------------------- | ------------------- | ----------- | ------------------------------------------ | --- |
| Amerikaanse Maagdeneilanden | Albert Bryan        | Democraat   | herkozen                                   | Albert Bryan (D) - 56,1% Kurt Vialet (O) - 38% |
| Guam                        | Lou Leon Guerrero   | Democraat   | herkozen                                   | Lou Leon Guerrero (D) - 55,5% Felix Camacho (R) - 44%                                                                                             |
| Noordelijke Marianen        | Ralph Torres        | Republikein | verslagen, overwinning voor onafhankelijke | Arnold Palacios (O) - 32,2% (1e ronde) / 54,1% (2e ronde) Ralph Torres (R) - 38,8% (1e ronde) / 45,9% (2e ronde) Tina Sablan (D) - 28% (1e ronde) |